# Szélesy Pál
Szélesy Pál (Losonc, 1740. – Nagykőrös, 1791. november 23.) református esperes lelkész.

## Élete
Tanult Debrecenben, ahol 1757. április 28-án lépett a felső osztályba. 1765-től köztanítóként dolgozott, 1768. március 12-én főiskolai senior volt. 1769. május 24-én beiratkozott a franekeri egyetemre, majd hazatérvén, 1771-ben lelkész lett Nagykőrösön, ahol haláláig szolgált. Kiváló szónok hírében állt. A kecskeméti egyházmegye 1791 nyarán választotta meg esperessé. Szélesy mint az egyházmegye küldötte részt vett a budai zsinaton, ahol az összegyűltek előtt ő prédikált az első vasárnapon. Három hónappal később hunyt el.

## Munkái
- Huszonhárom válogatott prédikátziók, mellyeket sátoros ünnepek alkalmatosságával, és templom-szenteléskor, úgy nem különben a magyar országi reformáta eklesiáknak nemzeti gyűlésekor Budán, 1791. élő nyelven mondott. Pest és Pozsony, 1792.
- Az Isten városába kivánkozó magyar Sionnak esdeklő kérései. Vagy a nagy-kőrösi gyülekezet lelki tanítójának egy heti könyörgései, melyeket n.-kőrösi Szalay Pál... e fényes tudományu férfiúnak tulajdon és eredeti írásaiból öszszeszedett. Pest, 1793.